# Tutku
Tutku is een plaats in de Estlandse gemeente Saaremaa, provincie Saaremaa. De plaats heeft de status van dorp (Estisch: küla) en heeft 5 inwoners (2021).
De plaats viel tot in oktober 2017 onder de gemeente Leisi. In die maand werd Leisi bij de fusiegemeente Saaremaa gevoegd.
Tutku ligt aan de rivier Leisi.

## Geschiedenis
Tutku werd voor het eerst genoemd in 1782 onder de naam Tutko als nederzetting op het landgoed van Karja. Tussen 1977 en 1997 viel Tutku onder het buurdorp Karja.